# Техсіл
Тегсіл (гінді तहसील, урду تحصیل), або талук, або мандал — одиниця адміністративного поділу в ряді країн Південної Азії.
В основному тегсіл складається з міста, яке служить його центром, і деякої кількості сіл. Зрідка до складу тегсіла можуть входити і додаткові міста. Правління тегсіла має певну податкову та адміністративну владу над селами і муніципалітетами у своїй юрисдикції, є основним виконавчим органом в частині земельних відносин та відповідних адміністративних питань. Головною посадовою особою є тегсілдар, або менш офіційно – талукдар або талука муктіаркар.

## Індія
Термін «талука» або «талук» використовується тільки в деяких штатах, таких як Гуджарат, Гоа, Махараштра, Керала, Таміл-Наду и Карнатака; термін  «техсіл» застосовується в таких штатах — Пенджаб, Хар'яна, Уттар-Прадеш, Уттаракханд, Хімачал-Прадеш, Мадх'я-Прадеш и Раджастхан. Штат Андхра-Прадеш раніше використовував «талуки», але тепер вони заміщені «мандалами». Для позначення часто використовується абревіатура англ. TK. 
Кожний талук або техсіл є частиною великого округу, який в свою чергу входить до складу штату або союзної території. В деяких випадках техсіли певних штатів організовуються в невеликі групи, які називаються підокругами. Об'єднання сіл в межах техсіла називаються «хоблі». 
Урядові органи,які діють на рівні техсілів, називають панчаят саміті.

## Пакистан
В Пакистані в основному використовується термін техсіл, за винятком Сінду, де переважає термін талука. В ієрархії місцевої влади в Пакистані техсіл знаходиться на другому місці, являючись частиною округу ( Зіла ). Кожен техсіл ділиться, в свою чергу, на деяку кількість сільських рад.